# Sutatausa
Sutatausa è un comune della Colombia facente parte del dipartimento di Cundinamarca.
Il centro abitato venne fondato da Juan Gómez Portillo e Pedro Galeano nel 1557.